# (7152) Евней
(7152) Евней (лат. Euneus, др.-греч. Εὔνοιος) — типичный троянский астероид Юпитера, движущийся в точке Лагранжа L4, в 60° впереди планеты. Астероид был открыт 24 сентября 1960 года голландскими астрономами К. Й. ван Хаутеном, И. ван Хаутен-Груневельд и Томом Герельсом в Паломарской обсерватории и назван в честь Евнея, персонажа древнегреческой мифологии.

Орбита астероида Евней и его положение в Солнечной системе